# Boubakary Soumaré
Boubakary Soumaré (Noisy-le-Sec, 27 februari 1999) is een Franse voetballer van Malinese afkomst die doorgaans als middenvelder speelt. Hij verruilde Lille OSC in juli 2021 voor Leicester City.

## Carrière
Soumaré werd in 2006 opgenomen in de jeugdopleiding van Paris FC. Die verruilde hij in 2011 voor die van Paris Saint-Germain. Hij doorliep de jeugdelftallen tot en met –19 en debuteerde in 2017 in het tweede elftal, in de Championnat National 2. Soumaré liet de Franse hoofdstad in juli 2017 achter zich om een contract tot medio 2020 te tekenen bij Lille OSC. Hiervoor debuteerde hij 25 oktober 2017 in het eerste elftal. Dat speelde die dag een wedstrijd in het toernooi om de Coupe de la Ligue, thuis tegen Valenciennes. Soumaré viel in de 79e minuut in voor Yassine Benzia. Zijn debuut in de Ligue 1 volgde op 5 november 2017, in een met 0–3 gewonnen wedstrijd uit bij FC Metz. In 2021 werd hij kampioen met Lille. In juli van dat jaar maakte hij voor €20.000.000,- de overstap naar Leicester City.

## Clubstatistieken
| Seizoen     | Club        | Competitie  | Competitie | Competitie | Beker | Beker | Internationaal | Internationaal | Totaal | Totaal |
| Seizoen     | Club        | Competitie  | Wed.       | Dlp.       | Wed.  | Dlp.  | Wed.           | Dlp.           | Wed.   | Dlp.   |
| ----------- | ----------- | ----------- | ---------- | ---------- | ----- | ----- | -------------- | -------------- | ------ | ------ |
| 2017/18     | Lille OSC   | Ligue 1     | 14         | 0          | 3     | 0     | —              | —              | 17     | 0      |
| 2018/19     | Lille OSC   | Ligue 1     | 18         | 1          | 4     | 0     | —              | —              | 22     | 1      |
| 2019/20     | Lille OSC   | Ligue 1     | 17         | 0          | 0     | 0     | 6              | 0              | 23     | 0      |
| Club totaal | Club totaal | Club totaal | 49         | 1          | 7     | 0     | 6              | 0              | 62     | 1      |

Bijgewerkt t/m 24 december 2019

## Interlandcarrière
Soumaré maakte deel uit van alle Franse nationale jeugdelftallen vanaf Frankrijk –16. Hij nam met Frankrijk –19 deel aan het EK –19 van 2018, met Frankrijk –20 aan het WK –20 van 2019 en met Frankrijk –21 aan het EK –21 van 2021.

## Erelijst
| Competitie        |           |           |           |           |
| Competitie        | Aantal    | Jaren     |           |           |
| Lille OSC         | Lille OSC | Lille OSC | Lille OSC | Lille OSC |
| ----------------- | --------- | --------- | --------- | --------- |
| Kampioen Ligue 1  | 1x        | 2020/21   |           |           |
| Leicester City FC |           |           |           |           |
| Community Shield  | 1x        | 2021      |           |           |

1 Ward ·
2 Justin ·
3 Faes ·
4 Coady ·
5 Okoli ·
6 Ndidi ·
7 Fatawu ·
8 Winks ·
9 Vardy  ·
10 Mavididi ·
11 El Khannouss ·
14 Decordova-Reid ·
16 Kristiansen ·
17 Choudhury ·
18 Ayew ·
20 Daka ·
21 Pereira ·
22 Skipp ·
23 Vestergaard ·
24 Soumaré ·
29 Édouard ·
30 Hermansen ·
31 Iversen ·
33 Thomas ·
34 Golding ·
35 McAteer ·
37 Alves ·
40 Buonanotte ·
41 Stolarczyk ·
Coach: Cooper